# An Linh (Bình Dương)
An Linh is een xã in huyện Phú Giáo, een district in de Vietnamese provincie Bình Dương.
An Linh ligt ten noordwesten van Phước Vĩnh, de hoofdplaats van het district. An Linh ligt op de oostelijke oever van de Sông Bé.